# Chlamydastis acronitis
Chlamydastis acronitis är en fjärilsart som beskrevs av August Busck 1911. Chlamydastis acronitis ingår i släktet Chlamydastis och familjen plattmalar. Inga underarter finns listade i Catalogue of Life.